# Klaus Uwe Benneter

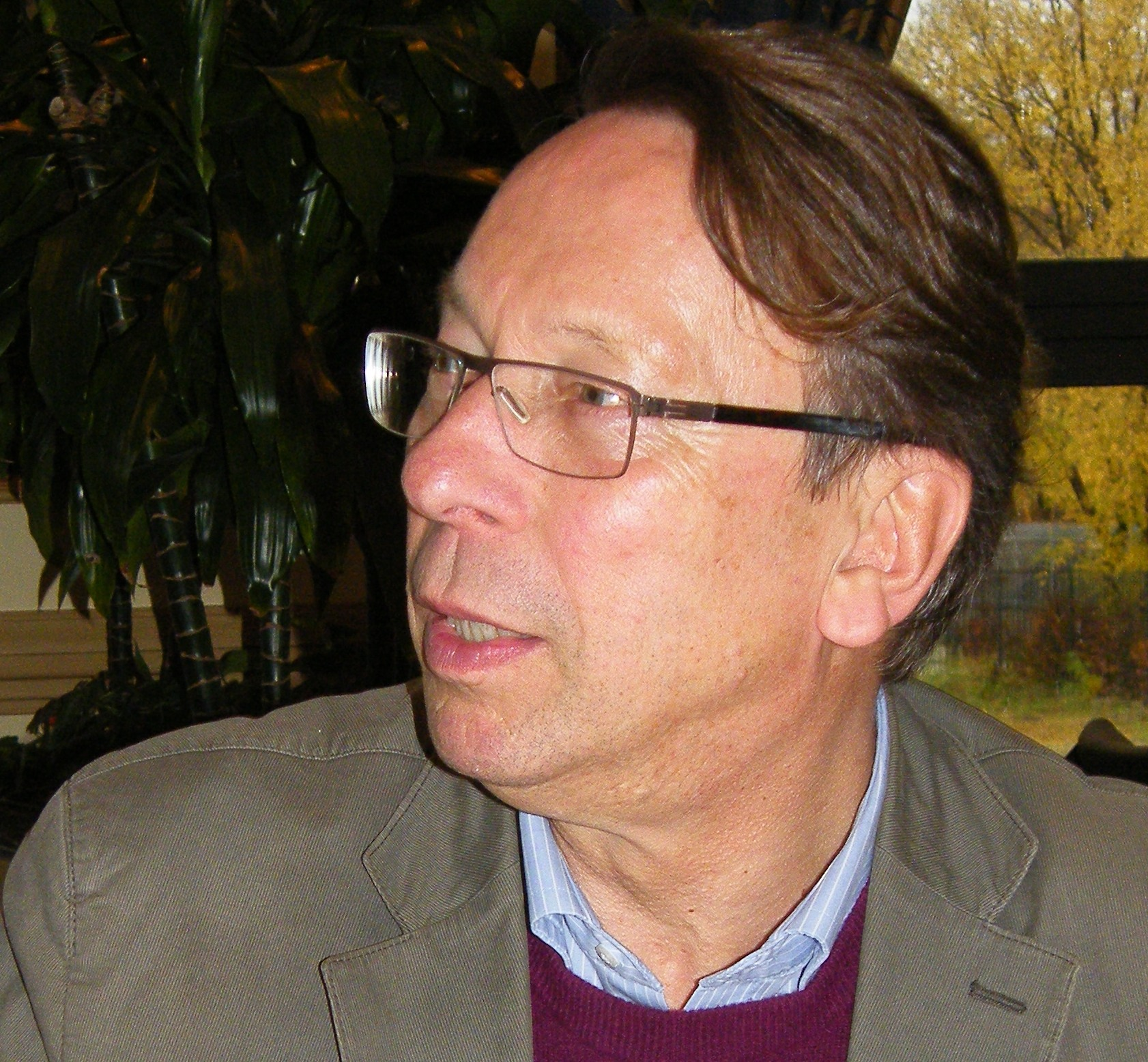
Klaus Uwe Benneter (2010)

Klaus Uwe Benneter (* 1. März 1947 in Karlsruhe) ist ein ehemaliger deutscher Politiker (SPD).
Er war 1977 als Vertreter des Stamokap-Flügels Bundesvorsitzender der Jungsozialisten, von 2004 bis 2005 Generalsekretär der SPD und von 2005 bis 2009 Justiziar der SPD-Bundestagsfraktion.

## Leben
Als Sohn eines Eisenbahners legte er sein Abitur 1966 am Helmholtz-Gymnasium in Karlsruhe ab und flüchtete „am Tag nach der Musterung zum Studium ins wehrdienstfreie Berlin“. Benneter  studierte  Rechtswissenschaft an der Freien Universität Berlin und legte 1971 das erste Staatsexamen ab. Nach dem juristischen Vorbereitungsdienst folgte 1974 das zweite juristische Staatsexamen. Seit 1975 ist er als Rechtsanwalt und war seit 1985 auch als Notar tätig.  
Nach dem Verlust seines Bundestagsmandats im Jahre 2009 schied er aus seinen politischen Ämtern aus, ist als Rechtsanwalt tätig in der Heussen Rechtsanwaltsgesellschaft und engagiert er sich für karitative Projekte, z. B. als Präsident des DRK-Kreisverbandes Steglitz-Zehlendorf in Berlin. 
Benneter ist seit 2008 verwitwet und hat einen Sohn.

## Politische Laufbahn
1965 wurde Benneter Mitglied der SPD. Hier engagierte er sich zunächst bei den Jungsozialisten, deren stellvertretender Bundesvorsitzender er ab 1974 war. Im Jahre 1977 wurde er zum Bundesvorsitzenden der Jusos gewählt. Bei den Jungsozialisten war Benneter stets ein Vertreter der Stamokap-Theorie. Er bezeichnete die DKP als politischen Gegner, die CDU jedoch als Klassenfeind. Ferner stellte er den Status der Jungsozialisten als SPD-Nachwuchsorganisation in Frage („Die Mitgliedschaft in der SPD ist für uns Jusos kein Dogma, an dem niemand rütteln darf“). Während seiner Zeit als Vorsitzender der Jusos erwarb er sich den Spitznamen „Benni der Bürgerschreck“.
Aufgrund seines auch von Freunden als unsolidarisch empfundenen Verhaltens wurde Benneter, hauptsächlich auf Betreiben des SPD-Bundesgeschäftsführers Egon Bahr, 1977 aus der SPD und damit auch aus den Jusos ausgeschlossen. Den frei werdenden Platz an der Juso-Spitze übernahm Gerhard Schröder, der ihn auch 1983 in die SPD zurückholte.
Von 1996 bis 2000 war er stellvertretender Landesvorsitzender der SPD Berlin.
In Berlin galt er lange Zeit als den SPD-Linken nahestehend. So kritisierte er deutlich die dort regierende CDU/SPD-Koalition. Im Zusammenhang mit der Agenda 2010 stellte er sich aber 2003 hinter die Positionen der SPD-Parteiführung und von Bundeskanzler Gerhard Schröder. Eine Zusammenarbeit mit den SPD-Linken um Ottmar Schreiner in dieser Frage lehnte er ab.

Am 7. Februar 2004 wurde Benneter von Franz Müntefering als neuer Generalsekretär der SPD vorgeschlagen und auf einem außerordentlichen Parteitag am 21. März 2004 mit etwa 80 Prozent der Stimmen gewählt. Er trat damit die Nachfolge von Olaf Scholz an. Beim SPD-Bundesparteitag im November 2005 trat er nicht mehr an; zu seinem Nachfolger wurde Hubertus Heil gewählt.

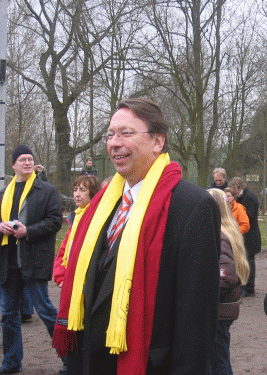
Klaus Uwe Benneter (2008)

Von 1999 bis 2002 gehörte Benneter dem Abgeordnetenhaus von Berlin an. Hier war er rechtspolitischer Sprecher und Sprecher für Verfassungsschutz der SPD-Fraktion.

### Bundestagsabgeordneter
Von 2002 bis 2009 war er Mitglied des Deutschen Bundestages. Hier war er von 2002 bis 2003 Vorsitzender des Untersuchungsausschusses „Lügenausschuss“ und von November 2005 bis 2009 Justiziar der SPD-Bundestagsfraktion. 
Klaus Uwe Benneter zog bei der Bundestagswahl 2002 als direkt gewählter Abgeordneter des Wahlkreises Berlin-Steglitz-Zehlendorf und 2005 über die Landesliste Berlin in den Bundestag ein.
Am 10. Januar 2009 wurde er für die Bundestagswahl 2009 von seiner Partei mit 93,6 Prozent der Stimmen erneut zum Wahlkreiskandidaten für Steglitz-Zehlendorf gewählt, verlor jedoch am 27. September sein Direktmandat und verfehlte mit Listenplatz 5 für Berlin den Einzug in den Bundestag über die Landesliste.